# Niky Kamran
Niky Kamran, FRSC (né le 22 mai 1959 à Bruxelles) est un mathématicien de nationalités belge et canadienne qui s'intéresse à la géométrie différentielle et aux équations aux dérivées partielles.

## Carrière
Après avoir obtenu sa licence en mathématiques en 1980 à l'Université libre de Bruxelles, il entreprend des études doctorales à l'Université de Waterloo sous la direction de Raymond McLenaghan et Robert Debever. De 1984 à 1986, il est stagiaire postdoctoral à l'Université de Montréal. Nommé professeur adjoint à l'Université de Waterloo en 1986, il passe l'année 1987-88 à l'Institute for Advanced Study (Princeton, NJ) et revient ensuite à Montréal, où il poursuit sa carrière à l'Université McGill. Il est professeur titulaire depuis 1995 et occupe depuis 2003 une chaire de recherche James-McGill.
Bien que ses champs d'intérêt soient vastes, Niky Kamran est surtout connu pour ses travaux sur les systèmes différentiels extérieurs et la théorie de Lie, sujet central de l'analyse géométrique des systèmes d'équations aux dérivées partielles. Il a largement contribué à l'analyse mathématique des équations d’Einstein de la relativité générale. En collaboration avec Felix Finster (en), Joel Smoller et Shing-Tung Yau, il a aussi réalisé une étude systématique des espaces-temps à trous noirs. Ses travaux les plus récents portent sur les espaces de type anti-deSitter, qui sont au cœur de l’approche de la gravitation quantique connue sous le nom de correspondance AdS-CFT.

## Prix et distinctions
Les travaux de Niky Kamran lui ont valu divers prix et distinctions. Il est lauréat du Prix André-Aisenstadt en 1992 et est élu membre de la Société royale du Canada en 2002. De 2006 à 2008, il est récipiendaire d'une bourse Killam. En 2012, il est élu « fellow » (compagnon) de l'American Mathematical Society. En 2014, on lui confère le prix CRM-Fields-PIMS et en 2019 il est élu membre de l’Académie royale des sciences, des lettres et des beaux-arts de Belgique. Il avait été lauréat du concours annuel de cette même Académie en 1988 pour un mémoire portant sur le problème d'équivalence d'Élie Cartan et ses applications. 

## Sélection de publications
- Selected topics in the geometrical study of differential equations, NSF-CBMS Regional conference series in mathematics 93, American Mathematical Society 2002
- Exterior Differential Systems, dans D. Krupka, D. Saunders (éd.), Handbook of Global Analysis, Elsevier 2008, S. 107-145
- Transitive analytic Lie pseudogroups, dans : Phillip Griffiths (éd.) Inspired by S.S. Chern, a memorial volume in honor of a great mathematician, Nankai Tracts Tracts in Mathematics, Vol. 11, World Scientific, 2006, S. 297-313.
- avec Ian Anderson: The variational bicomplex for hyperbolic second-order partial differential equations in the plane, Duke Mathematical Journal, 87, 1997, S. 265-319.
- An elementary introduction to exterior differential systems, dans : P. J. Vassiliou, I. G. Lisle, Geometric Approaches to Differential Equations, Australian Mathematical Society Lecture Series, Cambridge University Press, 2000, S. 100-116
- avec Felix Finster, Joel Smoller et Shing-Tung Yau: Linear waves in the Kerr geometry: a mathematical voyage to black hole physics, Bulletin of the AMS, Band 46, 2009, S. 635-659, Online
- avec Peter Olver: Lie Algebras, Cohomology and New Applications to Quantum Mechanics, Contemporary Mathematics 160, American Mathematical Society 1994.
- avec Alberto Enciso: Lorentzian metrics with prescribed conformal infinity, Journal of Differential Geometry, 111, 2019, S. 1-52.